# فالديمار أ. نيلسن
فالديمار أ. نيلسن (بالإنجليزية: Waldemar Nielsen)‏ هو عالم اجتماع وكاتب أمريكي، ولد في 27 مارس 1917، وتوفي في 2 نوفمبر 2005 في نيويورك في الولايات المتحدة.